# Campeonato Mundial de Patinaje Artístico sobre Hielo de 1993
El LXXXIII Campeonato Mundial de Patinaje Artístico se realizó en Praga (República Checa) entre el 9 y el 13 de marzo de 1993 bajo la organización de la Unión Internacional de Patinaje sobre Hielo (ISU) y la Federación Checa de Patinaje Artístico sobre Hielo.
Las competiciones se efectuaron en el pabellón Sportovní Hala de la ciudad checa.

## Resultados

### Masculino
| Puesto | Nombre         | País   | Puntos |
| ------ | -------------- | ------ | ------ |
| Oro    | Kurt Browning  | Canadá | 1,5    |
| Plata  | Elvis Stojko   | Canadá | 4,5    |
| Bronce | Alexei Urmanov | Rusia  | 4,5    |

### Femenino
| Puesto | Nombre       | País    | Puntos |
| ------ | ------------ | ------- | ------ |
| Oro    | Oxana Bayul  | Ucrania | 2,0    |
| Plata  | Surya Bonaly | Francia | 3,5    |
| Bronce | Chen Lu      | China   | 5,5    |

### Parejas
| Puesto | Nombre                            | País     | Puntos |
| ------ | --------------------------------- | -------- | ------ |
| Oro    | Isabelle Brasseur / Lloyd Eisler  | Canadá   | 1,5    |
| Plata  | Mandy Wötzel / Ingo Steuer        | Alemania | 3,5    |
| Bronce | Yevgenia Shishkova / Vadim Naumov | Rusia    | 4,0    |

### Danza en hielo
| Puesto | Nombre                               | País  | Puntos |
| ------ | ------------------------------------ | ----- | ------ |
| Oro    | Maya Usova / Alexandr Zhulin         | Rusia | 2,0    |
| Plata  | Oxana Grishuk / Yevgeni Platov       | Rusia | 4,0    |
| Bronce | Anzhelika Krylova / Vladímir Fedorov | Rusia | 6,2    |

## Medallero
| Núm. | País     | Oro | Plata | Bronce | Total |
| ---- | -------- | --- | ----- | ------ | ----- |
| 1    | Canadá   | 2   | 1     | 0      | 3     |
| 2    | Rusia    | 1   | 1     | 3      | 5     |
| 3    | Ucrania  | 1   | 0     | 0      | 1     |
| 4    | Alemania | 0   | 1     | 0      | 1     |
| 4    | Francia  | 0   | 1     | 0      | 1     |
| 6    | China    | 0   | 0     | 1      | 1     |
|      | TOTAL    | 4   | 4     | 4      | 12    |

| Predecesor: Estados Unidos 1992 | Campeonato Mundial de Patinaje Artístico sobre Hielo 1993 | Sucesor: Japón 1994 |

- Datos: Q1319133